# Tournoi de tennis de Sapporo

Le tournoi de Sapporo (île d'Hokkaidō, Japon) est un tournoi de tennis féminin du circuit professionnel WTA.
Une seule édition de l'épreuve a été organisée en 1993.

## Palmarès

### Simple
| No | Date       | Nom et lieu du tournoi | Catégorie | Dotation  | Surface         | Vainqueure | Finaliste     | Score    |         |
| -- | ---------- | ---------------------- | --------- | --------- | --------------- | ---------- | ------------- | -------- | ------- |
| 1  | 27-09-1993 | Sapporo Open, Sapporo  | Tier IV   | 100 000 $ | Moquette (int.) | Linda Wild | Irina Spîrlea | 6-4, 6-3 | Tableau |

### Double
| No | Date       | Nom et lieu du tournoi | Catégorie | Dotation  | Surface         | Vainqueures              | Finalistes                | Score    |         |
| -- | ---------- | ---------------------- | --------- | --------- | --------------- | ------------------------ | ------------------------- | -------- | ------- |
| 1  | 27-09-1993 | Sapporo Open Sapporo   | Tier IV   | 100 000 $ | Moquette (int.) | Yayuk Basuki Nana Miyagi | Yone Kamio Naoko Kijimuta | 6-4, 6-2 | Tableau |